# قوائم الأبرشيات
قوائم الأبرشيات (باللاتينية: Notitiae Episcopatuum) (المفرد: Notitia Episcopatuum) هي وثائق رسمية ورد فيها أسماء المطرانيات والأبرشيات المساعدة وترتيبها الهرمي في الدول الشرقية.
في الكنيسة الرومانية الكاثوليكية، يصنف رؤساء الأساقفة والأساقفة وفقا لأقدميتهم في التكريس، وفي أفريقيا وفقا لأقدميتهم في السن. لكن في البطريركيات الشرقية، يصنف كل أسقف حسب كرسي أسقفيته.
ولهذا فإن المطران الأول في الترتيب في بطريركية القسطنطينية ليس الأطول رسامة، ولكن من كان جالسا على كرسي قيصرية؛ ثم رئيس أساقفة أفسس... الخ. في كل مقاطعة كنسية، كانت رتبة كل أبرشية مساعدة (كرسي) تتحدد بنفس الطريقة، وتظل بهذا الشكل إلا ذا عُدِلت القائمة فيما بعد.
يتضمن الترتيب الهرمي أولاً وقبل كل شيء البطريرك؛ ثم «أكبر المطارنة» والذين لهم أسقفيات مع مساعدي أسقفيات؛ ثم «المطارنة المستقلين» (Autocephalous Metropolitans)، ولا يتبعهم أي اسقفيات مساعدة، وتحت سلطة البطريرك مباشرة؛ ثم رؤساء الأساقفة الآخرون، على الرغم من أنهم لا يختلفون وظيفيًا عن المطارنة المستقلين، لكن كراسي أسقفياتهم احتلت مرتبة تراتبية أدنى، وأيضًا تحت سلطة البطريرك مباشرة؛ ثم «البسطاء»، أي الأساقفة المستثنون، لا رئيس أساقفة ولا أساقفة مساعدون؛ وأخيرًا الأساقفة المساعدون "suffragan bishops"، المعتمدين على رئيس المطرانية الأكبر.
غير معروف من أنشأ هذا الترتيب الموغل في القِدَمْ، ولكن ربما في بداياته صُنِفَت كراسي المطرانية والأسقفيات البسيطة المستثناة "simple exempt" وفقًا لتاريخ تأسيس كل منها، ولاحقًا عُدِلَ هذا الترتيب لأسباب سياسية ولاعتبارات دينية.
القوائم الرئيسية (الكنسية) هي:

## بطريركية القسطنطينية
- The Ecthesis of pseudo-Epiphanius ، وهي تنقيح من القرن السابع لقائمة أبرشيات سابقة (ربما التي وضعها البطريرك أبيفانيوس [الإنجليزية] تحت حكم الإمبراطور البيزنطي جستنيان الأول)، تم تجميعها وتنقيحها في عهد الإمبراطور هرقل الأول (610-641) وخلفائه. [1][2]
- قائمة تعود للسنوات الأولى من القرن التاسع وتختلف قليلاً عن سابقتها
- قائمة باسيل الأرمني الموضوعة بين 820 و 842.
- القائمة التي جمعها ليو السادس الحكيم، والبطريرك نقولا ميستيكوس بين 901 و 907، وفيها عُدِلَ الترتيب الهرمي الذي تأسس في القرن السابع، ومنذ ذلك الحين تغير بسبب دمج المقاطعات الكنسية [الإنجليزية] في إليريكوم وجنوب إيطاليا في البطريركية البيزنطية
- قوائم أبرشيات قسطنطين السابع (حوالي 940)، من يوحنا زيمسكي (حوالي 980)، من ألكسيوس الأول كومنينوس (حوالي 1084)، لـ نيلوس دوكساباتريس (1143)، لـ مانويل كومنينوس (حوالي 1170)، لإسحاق الثاني (نهاية القرن الثاني عشر)، لمايكل الثامن باليولوج (حوالي 1270)، وأندرونيكوس الثاني باليولوج (حوالي 1299)، وأندرونيكوس الثالث باليولوج (حوالي 1330).

نُشِرَت كل هذه القوائم في:
- جوستاف بارثي، هيروكليس سينيكديموس (برلين، ١٨٦٦).
- هاينريش جيلزر، جورج القبرصي Georgii Cyprii Descriptio Orbis Romani (لايبزيغ، 1890)
- هاينريش جيلزر، Index lectionum Ienae (جينا، 1892)
- هاينريش جيلزر، Ungedruckte und ungenügend veröffentlichte Texte der Notitiae episcopatuum (ميونخ، 1900)

الأعمال اللاحقة ليست سوى نسخ معدلة إلى حد ما من قائمة ليو السادس، وبالتالي لا تقدم الوضع الحقيقي الذي تغير بشدة بسبب الغزوات الإسلامية للمنطقة. فبعد غزو الأتراك القسطنطينية عام 1453 ، كُتبت قائمة أخرى تعكس الوضع الحقيقي (Gelzer ، Ungedruckte Texte der Notitiae episcopatuum 613-37)، وتستند إليها تقريبًا كل القوائم المكتوبة منذ ذلك الحين. يستخدم اليونانيين الآن مصطلح Syntagmation (بالإغريقية: Συνταγματιών)‏ لهذه الوثائق.

## بطريركية أنطاكية
نحن نعرف فقط قوائم أبرشيات وحيدة لكنيسة أنطاكية [الإنجليزية]، وهي تلك التي وضعها البطريرك أناستاسيوس [الإنجليزية] في القرن السادس (انظر Vailhe in Échos d'Orient ، X، pp. 90-101، 139-145، 363-8).

## بطريركيات القدس والإسكندرية
لا تملك بطريركية القدس ولا الإسكندرية مثل هذه القوائم، على الرغم من أن جيلزر قد جمع وثائق قد تساهم في علاج هذا النقص (Byzantische Zeitschrift ، II، 23-40). نشر "De Rougé" وثيقة قبطية لم تتم دراستها بعد.

بالنسبة لكنيسة أكريدا البلغارية، انظر Gelzer، Byzantische Zeitschrift ، II، 40-66، and Der Patriarchat von Achrida (Leipzig، 1902). الكنائس الأخرى التي يوجد بها قوائم هي الكنيسة القبرصية الأرثوذكسية والكنيسة الأرثوذكسية الصربية والكنيسة الأرثوذكسية الروسية والكنيسة الأرثوذكسية الجورجية.

## طبعات
- Parthey، المحرر (1866). Hieroclis Synecdemus et notitiae Graecae episcopatuum: Accedunt Nili Doxapatrii notitia patriarchatuum et locorum nomina immutata. Berolini: In aedibus Friderici Nicolai.
- Gelzer، المحرر (1900). Ungedruckte und ungenügend veröffentlichte Texte der Notitiae episcopatuum. München: Akademie der Wissenschaften.
- Darrouzès، المحرر (1981). Notitiae Episcopatuum Ecclesiae Constantinopolitanae. Paris: Institut français d'études byzantines.

## فهرس
- Komatina، Predrag (2013). "Date of the Composition of the Notitiae Episcopatuum Ecclesiae Constantinopolitanae nos. 4, 5 and 6" (PDF). Зборник радова Византолошког института. ج. 50 ع. 1: 195–214.
- Ostrogorsky، George (1959). "Byzantine Cities in the Early Middle Ages". Dumbarton Oaks Papers. ج. 13: 45–66.

## روابط خارجية
- Vailhé، Siméon (1913). "Notitiae Episcopatuum". الموسوعة الكاثوليكية. نيويورك: شركة روبرت أبيلتون.
- Catholic Encyclopedia "Notitiae Episcopatuum" at New Advent
- English version of the Notitia of Pseudo-Epiphanius قام بتحديد المواقع الجغرافية لمعظم المدن John Brady Kiesling لموقع ToposText